# Zeche Mathias Stinnes
Die Zeche Mathias Stinnes war ein Steinkohlen-Bergwerk, das aus mehreren Schachtanlagen bestand und dessen Verwaltung sich in Essen-Karnap befand. Namensgeber für das Bergwerk war der Unternehmensgründer Mathias Stinnes († 1845). Die Gewerkschaft Mathias Stinnes war als Eigentümerin des Bergwerks eines der Gründungsmitglieder des Rheinisch-Westfälischen Kohlen-Syndikats (RWKS).

## Geschichte

### Die Anfänge
Im Jahr 1855 schlossen sich mehrere Gewerken zum Ruhrorter Bergwerks-Actienverein zusammen, um einen Bergwerksbesitz in Karnap, Brauck und Welheim zu erschließen. Einige Zeit später wurde nördlich der Emscher mit den Teufarbeiten für einen Schacht begonnen. Der Schacht wurde Essen-Karnap genannt, die Zeche erhielt den Namen Zeche Carnap. Im Jahr 1859 musste der Actienverein wegen finanzieller Schwierigkeiten die Arbeiten zunächst stunden. Zu diesem Zeitpunkt hatte der Schacht bereits eine Teufe von 109 Metern. Wenig später musste das Unternehmen liquidiert werden.

#### Übernahme durch Stinnes
Im 1864 wurde die Gewerkschaft „Mathias Stinnes“ gegründet. Im selben Jahr erwarb die Familie Stinnes die Zeche Carnap. Der Senior-Chef des Familienunternehmens Stinnes, Johann Gustav Stinnes, erwarb sämtliche Kuxe der Gewerkschaft und führte sie in Familienbesitz über. Der Preis für die drei Karnap-Felder betrug damals 150.000 Taler. Zum Zeitpunkt des Erwerbs war der Schacht abgesoffen. Im Jahr 1868 wurden weitere gemutete Felder erworben und zusammen mit den Feldern Karnap zu Mathias Stinnes vereinigt. Im Jahr 1869 wurde der abgesoffene Schacht gesümpft. Im Jahr 1870 wurden die Felder Neu-Horst I A und Neu-Horst III B erworben. Die gesamte Berechtsame umfasste nun eine Fläche von 6,3 km2.

### Die Errichtung des Bergwerks
Im Jahr 1871 wurden die Teufarbeiten für den Schacht (später Schacht Mathias Stinnes 1 genannt) wieder aufgenommen, wobei es jedoch im Schacht zu starken Wasserzuflüssen kam. Aber noch im selben Jahr erreichte der Schacht bei einer Teufe von 188 Metern das Karbon, und wenig später wurde bei einer Teufe von 224 Metern (- 183 m NN) die 1. Sohle (220-Meter-Sohle) angesetzt. Im Jahr 1872 wurde bei einer Teufe von 276 Metern (- 235 m NN) die 2. Sohle angesetzt und kurz darauf die erste Kohle aus dem neuen Bergwerk gefördert. Um die anfallenden Grubenwässer zu heben, wurde am Schacht 1 eine oberirdische Wasserhaltungsmaschine der Friedrich-Wilhelms-Hütte mit einer Leistung von 250 PS installiert. Die Steigleitung und die Pumpen wurden im Schacht installiert. Im Jahr 1873 wurde südlich des Bergwerks eine Eisenbahnstrecke der Köln-Mindener Eisenbahngesellschaft in Karnap in Betrieb genommen, die dem Personen- und dem Güterverkehr diente. Die Schächte 1 und 2 der Zeche Mathias Stinnes wurden später über die Station Carnap an diese Bahnlinie angeschlossen. Damit sich die Bergleute für ihre Arbeit umkleiden und nach der Schicht reinigen konnten, wurde in den folgenden Jahren eine Kaue errichtet. Auch wurde später im Verwaltungsgebäude eine Verbandsstube errichtet.

### Die ersten Betriebsjahre
Im Jahr 1876 wurden die Teufarbeiten an Schacht 1 weiter fortgeführt und der Schacht tiefer geteuft, im darauffolgenden Jahr wurde bei einer Teufe von 323 Metern (- 282 m NN) die 3. Sohle angesetzt. In den folgenden Jahren wurde die Förderung des Bergwerks stetig erhöht. Im Jahr 1883 wurde mit den Abschlussarbeiten auf der 4. Sohle begonnen. Diese Sohle befand sich bei einer Teufe von 379 Metern (- 338 m NN). Um einen zweiten Fluchtweg zu erhalten, wurde im Jahr 1886 ein Durchschlag zur Nachbarzeche Nordstern erstellt. Im Jahr 1890 wurden bei einer Teufe von 454 Metern (- 413 m NN) mit den Abschlussarbeiten auf der 5. Sohle begonnen. Im Jahr 1892 wurde am Schacht 1 eine neue Fördermaschine von der Friedrich-Wilhelms-Hütte installiert. Die Maschine hatte als Seilträger eine Trommel mit einem Durchmesser von acht Metern und einer Breite von 3,6 Metern. Als Antrieb diente eine Zwillings-Dampfmaschine mit einer Leistung von 750 PS. Im selben Jahr wurde von der Maschinenbauanstalt Humboldt die Kohlenwäsche mit Separation eingerichtet. Die Wäsche konnte pro Stunde 75 Tonnen Fördergut aufbereiten. Am Schacht 2 wurde eine Sieberei montiert. Außerdem wurden eine Schlosserei, eine Schreinerei und eine Schmiede in Betrieb genommen. Im Jahr 1893 wurde über dem Schacht ein stählernes Fördergerüst errichtet, das ebenfalls von der Maschinenbauanstalt Humboldt stammte. Die Höhe von der Rasenhängebank bis zur Seilscheibenachse betrug 31,7 Meter. Die Seilscheiben hatten einen Durchmesser von fünf Metern. Der Förderkorb war mit vier Etagen ausgestattet, auf die jeweils zwei Förderwagen aufgeschoben werden konnten. Im Jahr 1894 wurde mit den Teufarbeiten für den Schacht 2 begonnen. Der Schacht wurde neben Schacht 1 angesetzt.
Im Jahr 1896 wurden am Schacht 2 zwei Fördermaschinen von der Friedrich-Wilhelms-Hütte installiert. Der Schacht war somit mit zwei Schachtförderungen ausgestattet, einer südlichen und einer nördlichen. Beide Schachtförderungen wurden als Trommelförderungen errichtet. Jede der Fördermaschinen hatte zwei konische Trommeln mit einem Durchmesser von 6,2 bis 10,6 Metern und einer Breite von 2,2 Metern. Als Antrieb diente jeweils eine liegende Zwillings-Dampfmaschine mit einer Leistung von 800 PS. Das Fördergerüst wurde wiederum von der Maschinenbauanstalt Humboldt errichtet, seine Höhe von der Rasenhängebank bis zur Seilscheibenachse betrug 28,5 Meter. Die Seilscheiben lagen alle in gleicher Höhe und hatten einen Durchmesser von fünf Metern. Die Förderkörbe waren mit vier Etagen ausgestattet, auf denen jeweils ein Förderwagen aufgeschoben werden konnte. Im Jahr 1897 wurde im Schacht 2 die Förderung aufgenommen. Schacht 2 bildete nun zusammen mit dem Schacht 1 die Schachtanlage Mathias Stinnes 1/2. Zur Drucklufterzeugung wurden zwei Kompressoren von der Maschinenfabrik Burkhard installiert, jedes der beiden Aggregate konnte pro Minute bis zu 2000 m3 Druckluft liefern. Angetrieben wurden die Kompressoren von je einem Gasmotor mit einer Leistung von 250 PS. Noch im selben Jahr wurden die Teufarbeiten an Schacht 2 weitergeführt. Außerdem wurde in diesem Jahr eine Kokerei in Betrieb genommen. Die Kokerei war mit 30 Koksöfen und einer Kohlenwertstoffanlage ausgerüstet. Zusätzlich wurde eine Ziegelei errichtet. Im Jahr 1898 wurden am Schacht 2 zwei Grubenlüfter mit Antriebsmaschinen installiert. Die Antriebsmaschine 1 und die Lüfter wurden von dem auf Bergbaubedarf spezialisierten Maschinenbauunternehmen Schüchtermann & Krämer erbaut. Beide Lüfter waren über einen Wetterkanal mit dem Schacht verbunden. Jeder Lüfter konnte pro Minute bei einer äquivalenten Grubenweite von drei Quadratmetern bis zu 6000 m3 Abwetter aus dem Grubengebäude saugen. Die dampfgetriebene Antriebsmaschine von Lüfter 1 hatte eine Leistung von 250 PS. Für den Lüfter 2 wurde ein Gasmotor von Fried. Krupp mit einer Antriebsleistung von 250 PS installiert. Die Kraftübertragung auf die Lüfter erfolgte bei beiden Antriebsmaschinen mittels Hanfseilen mit einer Stärke von 45 Millimetern.

### Ausbau der Schachtanlage
Im Jahr 1900 wurde im Schacht 2 bei einer Teufe von 525 Metern (- 484 m NN) die 6. Sohle angesetzt. Im Jahr 1901 wurde die Kokerei um mehrere Öfen erweitert. Im Jahr 1902 wurde im nördlichen Feldesteil, 2,5 Kilometer nördlich von Mathias Stinnes 1/2, in Gladbeck-Brauck mit den Teufarbeiten für die Schachtanlage Mathias Stinnes 3/4 begonnen. Dieser Betriebsteil erhielt später einen Bahnanschluss an die Bahnstation Mathias Stinnes. Um die Schachtanlage aufzubauen, wurden Bergleute vom Betriebsteil 1/2 abgezogen und führten auf 3/4 die notwendigen Arbeiten durch. Noch im selben Jahr wurde auf der 4. Sohle von Mathias Stinnes 1/2 mit einer Unterfahrung begonnen. Um für die Bergleute Wohnraum in der Nähe der Schachtanlage zu schaffen, ordnete der damalige Unternehmensleiter Hugo Stinnes den Bau von 52 Zweifamilienhäusern im südlichen Bereich von Brauck an. Im Jahr 1903 wurde die Kokerei um weitere Öfen erweitert. Insgesamt hatte die Kokerei nun 145 Öfen, die in drei Batterien aufgeteilt waren. Von den Öfen waren 95 Unterbrenneröfen und 50 Regenerations-Unterbrenneröfen. Im selben Jahr wurde der Schacht 3 mit der 4. Sohle von Mathias Stinnes 1/2 durchschlägig. Für Mathias Stinnes 3/4 war dies jedoch die 1. Sohle. Auf Mathias Stinnes 1/2 wurde ein dritter, von der Maschinenfabrik Rud. Meyer erbauter Kompressor in Betrieb genommen, der pro Stunde 6800 Kubikmeter Druckluft mit einem Druck von sechs Bar erzeugen konnte. Im darauffolgenden Jahr wurde der Schacht 3 mit der 6. Sohle von Mathias Stinnes 1/2 durchschlägig. Somit war der Schacht mit dieser 2. Sohle nun mit einer weiteren Sohle durchschlägig. Im selben Jahr wurde das Grubenfeld Mathias Stinnes II verliehen. Am 29. März desselben Jahres kaufte die Gewerkschaft Mathias Stinnes die Zeche Maria Anna & Steinbank bei Bochum, wodurch sie ihre Quote im Rheinisch-Westfälischen Kohlen-Syndikat vergrößern konnte. Außerdem wurden in diesem Jahr am Schacht 3 zwei elektrische Fördermaschinen von Siemens-Schuckert installiert. Jede der Maschinen wurde von zwei Gleichstrommotoren mit jeweils 294 Kilowatt Leistung angetrieben. Für die Erzeugung des Gleichstroms wurden zwei Ilgner-Umformer in Betrieb genommen. Für die Bewetterung wurden zwei Grubenlüfter installiert, die von je einem Drehstrommotor angetrieben wurden. Da auf dem Betriebsteil 3/4 kein eigener Kompressor installiert worden war, wurde die benötigte Druckluft dem Netz der Schachtanlage 1/2 entnommen. Über Tage wurden eine Schreinerei, eine Schmiede und eine Schlosserei betrieben. Außerdem waren eine Kaue und eine Verbandstube in Betrieb.
Im Jahr 1905 wurden die Teufarbeiten an Schacht 1 wieder aufgenommen und der Schacht tiefer geteuft. Außerdem wurde die südliche Förderung von Trommelförderung auf Koepeförderung umgebaut. Die konischen Trommeln wurden durch eine Treibscheibe mit einem Durchmesser von acht Metern ersetzt. Zusätzlich wurde ein vierter Kompressor in Betrieb genommen. Dieser Kompressor wurde ebenfalls von der Maschinenfabrik Rud. Meyer geliefert und konnte pro Stunde 6800 Kubikmeter Druckluft mit einem Druck von sechs Bar erzeugen. Auf Mathias Stinnes 3/4 wurde im selben Jahr mit der Förderung begonnen. Über Tage wurde eine Förderbrücke zwischen Mathias Stinnes 1/2 und 3/4 erbaut. Im selben Jahr beteiligte sich die Gewerkschaft mit sieben Prozent an der neugegründeten Rheinisch-Westfälische Bergwerks-Gesellschaft mbH in Mülheim an der Ruhr. Der Grund für diese Beteiligung war die Sicherung von Anteilen an bereits gemuteten Reservefeldern im nördlichen Teil des Bergreviers. Im Jahr 1906 wurde der Schacht 1 mit der 6. Sohle durchschlägig. Schacht 4 erreichte eine Teufe von 649 Metern. In dieser Teufe wurde ein Durchschlag zwischen der 6. Sohle von Mathias Stinnes 1/2 mit der 2. Sohle Mathias Stinnes 3/4 erstellt. Im Jahr 1908 wurde auf Mathias Stinnes 1/2 ein Gesenk zur 7. Sohle erstellt. Bei einer Teufe von 649 Metern (- 608 m NN) wurde im Gesenk die 7. Sohle angesetzt. Im selben Jahr wurde im Schacht 4 bei einer Teufe von 650 Metern (- 609 m NN) die 3. Sohle angesetzt. Die Sohle wurde später in 7. Sohle umbenannt. Im selben Jahr wurde über Tage der fünfte Kompressor in Betrieb genommen, der wiederum von der Maschinenfabrik Rud. Meyer stammte und baugleich mit den beiden anderen Kompressoren vom selben Hersteller war. Im Jahr 1909 wurden die Teufarbeiten an Schacht 4 weitergeführt. Im Jahr 1910 wurde auf Mathias Stinnes 3/4 eine Kokerei mit 65 Öfen in Betrieb genommen. Im selben Jahr wurden die Teufarbeiten an den Schächten 1 und 2 weitergeführt und die Schächte tiefer geteuft. Schacht 1 wurde bis zur 7. Sohle geteuft. Im selben Jahr wurde auf der 6. und der 7. Sohle mit den Ausrichtungsarbeiten im Feld Welheim begonnen. Die Schächte 3 und 4 wurden erneut tiefer geteuft. Schacht 3 wurde bis zur 3. Sohle geteuft. Im Schacht 4 wurde bei einer Teufe von 842 Metern (- 801 m NN) die 4. Sohle angesetzt. Diese Sohle wurde später in 8. Sohle umbenannt. Im selben Jahr wurde in Bottrop-Boy mit den Teufarbeiten für den Schacht 5 begonnen. Der Schacht wurde kurze Zeit später wieder aufgegeben. Im Jahr 1911 wurde der Schacht 2 mit der 7. Sohle durchschlägig. Im darauffolgenden Jahr wurden im Baufeld Mathias Stinnes 1/2 mehrere Blindschächte erstellt und bei einer Teufe von 842 Metern (- 801 m NN) die 8. Sohle angesetzt. Im Jahr 1913 wurde das Baufeld Mathias Stinnes 1/2 mit dem Feld Welheim durchschlägig. Die Berechtsame umfasste zu diesem Zeitpunkt eine Fläche von 6,3 km2. Im Jahr 1914 nahm das Bergwerk am Rhein-Herne-Kanal einen eigenen Hafen in Betrieb.

### Betrieb und weitere technische Neuerungen
Im Jahr 1915 ging das Füllort auf der 8. Sohle zu Bruch, hierbei wurden vier Bergleute getötet. Daraufhin wurde die weitere Ausrichtung der 8. Sohle gestundet. Im Jahr 1922 wurde auf dem Betriebsteil 1/2 mit den Teufarbeiten für einen neuen Förderschacht 5 begonnen, derer neben den Schächten 1 und 2 angesetzt wurde. Im Jahr 1924 wurde im Schacht 5 mit der Förderung ab der 7. Sohle begonnen. Im selben Jahr erhöhte die Gewerkschaft Mathias Stinnes ihre Beteiligung an der Westfälische Bergwerks-Gesellschaft mbH auf 33 Prozent. Am 4. April 1925 kam es bei der Seilfahrt auf Schacht 5 zu einem schweren Unfall. Bei diesem Unglück stürzte der vieretagige Förderkorb mit 70 Bergleuten ab und schlug in 650 Metern Tiefe in den Schachtsumpf, wobei elf Bergleute ihr Leben verloren. Rund 10.000 Menschen begleiteten den Trauerzug durch Karnap. Die Namen aller Todesopfer und der Verletzten wurden damals in der Gelsenkirchen-Horster Zeitung veröffentlicht. Auf dem Karnaper Friedhof erinnern Gedenksteine bis heute an die Unglücke von 1925 und 1933.
1927 ging die Gewerkschaft eine Interessengemeinschaft mit der Glaswerke Ruhr AG ein. Aufgrund des abgeschlossenen Betriebsführungsvertrags wurden von der Glaswerke Ruhr AG ein Teil des von den Kokereien des Bergwerks erzeugten Kokereigases abgenommen. Des Weiteren wurde ein Interessengemeinschaftsvertrag mit dem Mülheimer Bergwerks-Verein abgeschlossen. Dieser Vertrag sah vor, dass die Gewinne beider Unternehmen zusammengefasst wurden. Von der Gesamtsumme erhielt die Gewerkschaft Mathias Stinnes 40 Prozent und der Mülheimer Bergwerks-Verein 60 Prozent. Im Jahr 1929 wurde der Schacht 2 mit der 8. Sohle durchschlägig. Im darauffolgenden Jahr wurde das Baufeld 3/4 mit der Zeche Vereinigte Welheim durchschlägig. Ferner wurde die Kokerei auf der Schachtanlage 1/2/5 außer Betrieb genommen. Im Rahmen von Anpassungsmaßnahmen während der Weltwirtschaftskrise wurde die Zeche Vereinigte Welheim 1931 aus der Förderung genommen und der Zeche Stinnes 3/4 angeschlossen. Am 4. November 1932 kam es im Baufeld 3/4 zu einem Bruch an einer Schüttelrutsche, hierbei wurden vier Bergleute getötet. Am 29. April des Jahres 1933 kam es im Baufeld 1/2/5 zu einer Schlagwetterexplosion, bei diesem Grubenunglück wurden neun Bergleute getötet. Ab dem Jahr 1938 wurde die Kokerei auf der Schachtanlage 1/2/5 neu in Betrieb genommen. Im selben Jahr wurde der Schacht 5 mit der 8. Sohle durchschlägig. Gegen Ende des Zweiten Weltkriegs wurde die Tagesanlagen des Bergwerks schwer beschädigt. Bei einem Bombenangriff wurden die Kokerei 1/2/5 zerstört. Auch die Waschkaue, das Kesselhaus und der Gasometer wurden erheblich beschädigt.
Ab dem Jahr 1946 war das Bergwerk wieder in Betrieb, zuerst auf den Schachtanlagen Mathias Stinnes 1/2/5 und Welheim 1/2. Hauptfördersohle war die 8. Sohle. Die gesamte Berechtsame umfasste zu diesem Zeitpunkt 8,9 km2. Um auch wieder Koks produzieren zu können, wurden die in den letzten Kriegsjahren erbaute Koksofenbatterie der Kokerei repariert und wieder in Betrieb genommen. Im Jahr 1947 nahm man Teufarbeiten an den Schächten 4 und 5 auf, um diese ab der 8. Sohle tiefer zu teufen. Ab dem Jahr 1949 wurde auf der Kokerei begonnen, die noch defekten drei Batterien mit jeweils 30 Öfen von Grund auf zu reparieren. Im selben Jahr wurde im Baufeld Stinnes 3/4 bei einer Teufe von 1008 Metern (- 967 m NN) die 9. Sohle angesetzt. Im Jahr 1950 wurde der Schacht 5 mit der 9. Sohle durchschlägig. Im selben Jahr pachtete die Gewerkschaft Mathias Stinnes das Kraftwerk Vereinigte Welheim vom Mülheimer Bergwerks-Verein. Außerdem begann man den Untertagebetrieb elektrisch auszurüsten. Die Gewerkschaft Mathias Stinnes kaufte in diesem Jahr von der Stadt Essen ein Grundstück in Essen-Karnap, nördlich an der Einmündung der Beisekampsfurt in die Arenbergstraße, und ließ es zu einem der modernsten Sportstadien seiner Zeit ausbauen, das den Namen Stadion Mathias Stinnes erhielt. Neben einem Fußballplatz, Tennisplätzen und Laufbahnen, erhielt dieses Stadion auch ein Sportheim, das nicht nur für Veranstaltungen der Direktion der Zeche Mathias Stinnes diente, sondern auch mit einer modernen Hebebühne ausgestattet war, die für künstlerische Darbietungen jeglicher Art genutzt wurde. In diesem Stadion fanden nicht nur Leibesübungen von Bergleuten statt, sondern auch sportliche Wettkämpfe jeglicher Art, die über die Grenzen Essens hinaus Sportler und Publikum anzogen. In diesem Stadion fand am 23. September 1956 das erste Fußball-Länderspiel einer deutschen Frauennationalmannschaft statt, das große historische und geschichtliche Bedeutung hat. Im Jahr 1951 wurde im Feld Welheim von der 8. Sohle aus ein Gesenk erstellt. Am 5. Dezember desselben Jahres kam es auf dem Bergwerk zu einem Grubenbrand, bei dem elf Bergleute starben. Im Jahr 1952 waren die Reparaturarbeiten an den Koksöfen beendet, und die Öfen konnten wieder in Betrieb genommen werden. Am 9. Juni desselben Jahres wurde aus der bergrechtlichen Gewerkschaft eine Aktiengesellschaft, die Steinkohlenbergwerke Mathias Stinnes AG. Außerdem wurde der Schacht 1 zum Wetterschacht umgebaut. Im Jahr 1953 wurde am Schacht 5 die neue Turmförderanlage in Betrieb genommen. Der Förderturm hatte eine Höhe von 73 Metern und war zu dieser Zeit der höchste Förderturm der Welt. Im Turm war eine Fördermaschine mit einer Leistung von 10.000 Kilowatt eingebaut, die ebenfalls die stärkste Fördermaschine weltweit war. Der Schacht war mit einer Gefäßförderung ausgestattet, die eine Nutzlast von 15 Tonnen mit einer Geschwindigkeit von 20 Metern pro Sekunde heben konnte. Im selben Jahr wurden die Teufarbeiten an Schacht 3 weitergeführt. Im Jahr darauf wurde der Wetterschacht 3 mit der 4. Sohle durchschlägig.

### Die letzten Jahre bis zur Stilllegung
Im Jahr 1955 wurde auf Mathias Stinnes 1/2/5 eine neue Schwerflüssigkeitswäsche fertiggestellt. Auf dem Betriebsteil Welheim wurde im selben Jahr eine Grubengasabsaugung in Betrieb genommen. Ab dem Jahr 1958 wurden die Teufarbeiten an Schacht 1 weitergeführt, um den Schacht tiefer zu teufen. Im Jahr darauf wurde der Schacht 1 mit der 9. Sohle durchschlägig. Die 9. Sohle wurde ab diesem Jahr die Hauptfördersohle. Am 26. Mai desselben Jahres wurde die Kokerei auf Mathias Stinnes 1/2/5 stillgelegt. Ab dem Jahr 1961 wurde Schacht 2 tiefer geteuft. Im März 1962 kam es zu wilden Streiks türkischer Bergleute auf der Zeche, Grund waren Missverständnisse bezüglich des undurchsichtigen Lohnabrechnungssystems im deutschen Bergbau. Die türkischen Bergleute forderten Spitzenlohn ohne Abzug. Bei diesem wilden Streik wurde auch der Dolmetscher bedroht. Von den Streikenden wurden zehn Kontraktbrüchige entlassen und des Landes verwiesen. Im Jahr 1963 wurde der Schacht 2 mit der 9. Sohle durchschlägig. Im Jahr 1965 wurden im Feld Mathias Stinnes die 6. und die 7. Sohle abgeworfen. Die Schächte auf dem Betriebsteil Welheim Schacht 1 und Schacht 2 wurden nur noch für die Bewetterung genutzt, die Seilfahrt wurde ab diesem Zeitpunkt auf dem Betriebsteil Mathias Stinnes 3/4 durchgeführt.
Am 31. März 1967 wurde die Kokerei auf Mathias Stinnes 3/4 stillgelegt. Außerdem erfolgte in diesem Jahr die fördertechnische Stilllegung der Schachtanlage 3/4. Der Schacht 5 wurde zum Zentralförderschacht, die Kohlen wurden ab dem 4. September unter Tage bis zu diesem Schacht gefördert und dort nach Tage gefördert. Um die zusätzliche Förderung unter Tage bewerkstelligen zu können, wurde die Streckenförderung modernisiert. Hierfür wurde zunächst das Gleisnetz in den Förderstrecken erneuert. Des Weiteren wurden die bis dahin eingesetzten druckluftbetriebenen Grubenbahn-Lokomotiven durch Akkulokomotiven ersetzt. Außerdem wurden neue Seitenentleerungswagen mit einem Fassungsvermögen von 4000 Litern eingesetzt. Im Jahr 1968 wurde die Zeche Mathias Stinnes in die neu gegründete Ruhrkohle AG eingegliedert. Das Bergwerk wurde innerhalb dieser Dachgesellschaft der Bergbau-AG Gelsenkirchen angegliedert. Im selben Jahr wurde der Schacht Welheim 2 verfüllt. Außerdem wurden die Schächte Rheinbaben 3/4 der stillgelegten Zeche Rheinbaben in Bottrop-Eigen samt Grubenfeld als Außenanlage übernommen.

### Förderung und Belegschaft
Die ersten Förder- und Belegschaftszahlen stammen aus dem Jahr 1872, damals waren 151 Bergleute auf dem Bergwerk beschäftigt, die eine Förderung von 5308 Tonnen Steinkohle erbrachten. Im Jahr 1880 lag die Förderung bereits bei 107.168 Tonnen Steinkohle, die Belegschaftszahl lag bei 472 Beschäftigten. Im Jahr 1885 wurden mit 580 Beschäftigten 151.513 Tonnen Steinkohle gefördert. Im Jahr 1890 lag die Förderung bei 154.450 Tonnen Steinkohle, es waren 609 Mitarbeiter beschäftigt. Im Jahr 1898 wurden mit 1473 Beschäftigten 474.135 Tonnen Steinkohle gefördert. Im Jahr 1900 lag die Förderung bereits bei 641.591 Tonnen Steinkohle, die Belegschaftszahl lag bei 2084 Beschäftigten. Im Jahr 1905 wurden mit 2395 Beschäftigten insgesamt 688.633 Tonnen Steinkohle gefördert. Im Jahr 1907 wurde bereits die Eine-Million-Tonnen-Marke überschritten, mit 3692 Beschäftigten wurden 1.316.572 Tonnen Steinkohle gefördert. Im Jahr 1910 förderten 4055 Beschäftigte 1.179.317 Tonnen Steinkohle. Im Jahr 1913 lag die Belegschaftszahl bei 6028 Beschäftigten, die Förderung betrug 1.726.187 Tonnen Steinkohle. Im Jahr 1915 wurden mit 4178 Beschäftigten 1,15 Millionen Tonnen Steinkohle gefördert.
Im Jahr 1920 lag die Belegschaftszahl bei 6659 Beschäftigten, die Förderung betrug 1.148.122 Tonnen Steinkohle. Im Jahr 1925 wurden mit 5834 Beschäftigten 1.487.831 Tonnen Steinkohle gefördert. Im Jahr 1930 lag die Förderung bei 1.600.000 Tonnen Steinkohle, es waren 5220 Mitarbeiter beschäftigt. Im Jahr 1935 wurden mit 4090 Beschäftigten insgesamt 1.682.138 Tonnen Steinkohle gefördert. Im Jahr 1940 wurde zum ersten Mal die Zwei-Millionen-Tonnen-Marke überschritten. Mit 6415 Beschäftigten wurden in diesem Jahr 2.538.226 Tonnen Steinkohle gefördert. Die maximale Förderung des Bergwerks wurde im Jahr 1943 erreicht, mit 7830 Bergleuten wurden 2.656.660 Tonnen Steinkohle gefördert. Im Jahr 1950 sank die Förderung wieder unter die Zwei-Millionen-Tonnen-Marke, mit 7940 Beschäftigten wurden 1.897.869 Tonnen Steinkohle gefördert. Im Jahr 1960 lag die Förderung bei 1.912.400 Tonnen Steinkohle, es waren 6778 Mitarbeiter beschäftigt. Im Jahr 1970 waren noch 2890 Bergleute auf dem Bergwerk beschäftigt, es wurden 1.438.250 Tonnen Steinkohle gefördert. Dies sind die letzten bekannten Förder- und Belegschaftszahlen. Insgesamt wurden auf der Zeche Mathias Stinnes während der 100-jährigen Betriebszeit 130 Millionen Tonnen Steinkohle gefördert.

### Stilllegung und Nachnutzung
Im Rahmen des allgemeinen Anpassungsplans für den Ruhrkohlenbergbau wurde der Zeche Mathias Stinnes keine ausreichende Restlebensdauer mehr bescheinigt. Am 15. Dezember 1972 wurde die Förderung eingestellt und die Zeche stillgelegt. Die Schächte Stinnes 1 bis 4, Welheim 1 und Rheinbaben 3/4 wurden verfüllt, die weiteren Anlagen wurden abgebrochen. Schacht Stinnes 5 wurde zunächst noch offen gelassen bis er 1974 abgeworfen und mit einem Betonabschlusspfropfen versehen wurde. In den Jahren 1981 und 1982 wurde die Schachtmauerung bis zum Stopfen saniert. Außerdem wurde ein Teil des Betonabschlusspfropfens wieder entfernt und der Schacht 1982 als Wetterschacht für die Zeche Nordstern eingerichtet. Nach der Stilllegung wurden auf dem Gelände von Mathias Stinnes 3/4 die Zentralwerkstätten der Ruhrkohle AG eingerichtet. Im Jahr 1989 wurde begonnen, an Schacht 5 eine zentrale Wasserhaltung zu installieren. Diese Wasserhaltung sollte den Bereich von Bottrop, Gladbeck und Essen-Süd abwässern. Hierfür wurde im Schacht zunächst der Rest des Betonpfropfen entfernt. Anschließend musste der Schacht ab 220 Metern bis zu einer Teufe von 1000 Metern saniert werden. Außerdem wurde unter Tage eine 4,3 Kilometer lange Verbindungsstrecke zur Zentralwasserhaltung Schacht Zollverein 1/2 aufgefahren. Am 1. Januar 1999 wurde die Zentralwerkstatt Mathias Stinnes stillgelegt. Im selben Jahr ging die Zentrale Wasserhaltung auf Mathias Stinnes in Betrieb.

## Heutiger Zustand
Heute erinnert nur noch wenig an die Zeche Mathias Stinnes, die Übertageanlagen wurden abgerissen. In Essen-Karnap wurde 1982 an der Arenbergstraße eine Seilscheibe von Schacht 4 aufgestellt. Erhalten sind die Gesamtsiedlung Mathias Stinnes in Essen, ferner die Siedlungen an der Uferstraße, an der Emscherstraße und an der Schleusenstraße in Gladbeck-Brauck. Das Gelände von Mathias Stinnes 1/2/5 wurde vom Land NRW erworben; inzwischen befinden sich dort mehrere Gewerbeansiedlungen wie der Industriepark Ruhrglas und der Carnaperhof II. Die baulichen Überreste von Schacht 5 wurden am 16. Januar 2003 endgültig abgebrochen. Von der Anlage 3/4 sind noch die Zechenmauer sowie einige gewerblich genutzte Hallen erhalten. An der Einmündung Vehrenbergstraße / Otto-Hue-Straße in Gladbeck ist eine weitere Seilscheibe aufgestellt. Das Gelände in Bottrop-Welheim, das seit 1937 auch eine Raffinerie beherbergte, wurde aufwändig bodensaniert und ist heute mit einem großen Möbelhaus mit Parkhaus, einem Baumarkt sowie einem Umspannwerk bebaut. Auf dem Parkplatz vor dem Möbelhaus findet man zwei Protegohauben.